# Географија Узбекистана
Узбекистан је држава у централној Азији, која се налази северно од Туркменистана и Авганистана . Са површином од око 447.000 квадратних километара, Узбекистан се простире 1.425 km (885 mi) од запада ка истоку и 930 km (580 mi) од севера ка југу. Граничи се са Туркменистаном на југозападу, Казахстаном на северу и Таџикистаном и Киргистаном на југу и истоку. Узбекистан такође има четири мале ексклаве у Туркменистану.
Узбекистан је једина централноазијска држава која се граничи са све остале четири. Узбекистан такође дели кратку границу са Авганистаном на југу. Пошто је Каспијско море унутрашње море без директне везе са океанима, Узбекистан је једна од само две земље које „двоструко немају излаз на море “ — земље које су потпуно окружене другим земљама без излаза на море. Другa је Лихтенштајн.

## Топографија и дренажа
Физичко окружење Узбекистана је разнолико, у распону од равне, пустињске топографије која обухвата скоро 80% територије земље до планинских врхова на истоку који достижу око 4,500 m (14,76 ft) изнад нивоа мора. Југоисточни део Узбекистана карактерише подножје планина Тиан Шан, које се уздижу више у суседном Киргистану и Таџикистану и чине природну границу између Централне Азије и Кине. Огромна пустиња Ћизилкум (турски за „црвени песак“ — руски правопис Кизил Кум), која се дели са јужним Казахстаном, доминира северним равничарским делом Узбекистана. Најплоднији део Узбекистана, Ферганска долина, заузима површину од око 21,440 km2 (8,278 sq mi) директно источно од Кизилкума и окружен планинским венцима на северу, југу и истоку. Западни крај долине је дефинисан током Сир Дарје, која пролази кроз североисточни сектор Узбекистана од јужног Казахстана до Кизилкума. Иако Ферганска долина прима само 100 to 300 mm (3,9 to 11,8 in) падавина годишње, остају само мали делови пустиње у центру и дуж гребена на периферији долине.
Водни ресурси, који су неравномерно распоређени, недостају у већем делу Узбекистана.  Огромне равнице које заузимају две трећине територије Узбекистана имају мало воде, а има и мало језера. Две највеће реке које напајају Узбекистан су Аму Дарја и Сир Дарја, које потичу у планинама Таџикистана и Киргистана, респективно. Ове реке чине два главна речна слива средње Азије ; користе се првенствено за наводњавање, а изграђено је неколико вештачких канала како би се проширило снабдевање обрадивим земљиштем у Ферганској долини и другде.  Током совјетске ере, осмишљен је план у коме су Киргистан и Таџикистан током лета снабдевали водом из ове две реке Казахстану, Туркменистану и Узбекистану, а ове три земље су Киргистану и Таџикистану давале нафту и гас током зиме заузврат. Међутим, овај систем се распао након распада СССР-а, а нови план поделе ресурса тек треба да буде постављен. Према Међународној кризној групи, ова ситуација би могла довести до непоправљиве регионалне дестабилизације ако се не реши. Плитко језеро, Саригамисх језеро, налази се на граници са Туркменистаном.

Још једна важна карактеристика физичког окружења Узбекистана је значајна сеизмичка активност која доминира већим делом земље. Заиста, већи део главног града Узбекистана, Ташкента, уништен је у великом земљотресу 1966. године, а други земљотреси су изазвали значајну штету пре и после катастрофе у Ташкенту. Планинска подручја су посебно подложна земљотресима.

## Клима
Клима Узбекистана се понекад широко описује као медитеранска и влажна континентална, што значи да има и релативно топла лета и релативно хладне зиме. Међутим, само мало подручје у источном Узбекистану је класификовано као медитеранско и влажно континентално према Кепеновој класификацији климе . Огромна већина његове укупне површине — укључујући све ретко насељене западне и централне регионе — класификована је или као хладна пустиња (Коппен БВк ) или хладна степа ( БСк ).
Летње температуре често прелазе 40 °C (104 °F); зимске температуре у просеку између −1 °C (30 °F) и −3 °C (27 °F), али може пасти и до −40 °C (−40 °F) .  Већина земље је такође прилично сушна, са просечном годишњом количином падавина између 100 and 200 mm (3,9 and 7,9 in) и јавља се углавном зими и у пролеће. Између јуна и септембра пада мало падавина, што у суштини зауставља раст вегетације у том временском периоду.

## Проблеми животне средине
Упркос богатом и разноликом природном окружењу Узбекистана, деценије занемаривања животне средине у Совјетском Савезу комбиноване су са искривљеном економском политиком на совјетском југу да би Узбекистан учиниле једном од најтежих од многих еколошких криза у ЗНД. Велика употреба агрохемикалија, преусмјеравање огромних количина воде за наводњавање из двије ријеке које напајају регион и хронични недостатак постројења за пречишћавање воде су међу факторима који су изазвали здравствене и еколошке проблеме огромних размјера.
Разарања животне средине у Узбекистану најбоље илуструје катастрофа Аралског мора. Због скретања река Аму Дарја и Сир Дарја за узгој памука и друге сврхе, оно што је некада било четврто највеће унутрашње море на свету смањило се у последњих тридесет година на само једну трећину свог обима из 1960. и мање од половине свог географског из 1960. величина. Исушивање и заслањивање језера изазвали су велике олује соли и прашине са исушеног дна мора, изазивајући пустош на пољопривреду и екосистеме у региону и на здравље становништва. Дезертификација је довела до великог губитка биљног и животињског света, губитка обрадивих површина, измењених климатских услова, осиромашених приноса на преосталом обрадивом земљишту и уништавања историјских и културних споменика. Сваке године се наводно много тона соли однесе и на 800 километара. Регионални стручњаци тврде да су олује соли и прашине из Аралског мора подигле ниво честица у Земљиној атмосфери за више од 5%, што озбиљно утиче на глобалне климатске промене.
Катастрофа у Аралском мору је само највидљивији показатељ пропадања животне средине. Совјетски приступ управљању животном средином донео је деценије лошег управљања водом и недостатак постројења за пречишћавање воде или канализације; неумерено велика употреба пестицида, хербицида, дефолијанса и ђубрива на пољима; и изградња индустријских предузећа без обзира на утицај на људе или животну средину. Те политике представљају огромне еколошке изазове широм Узбекистана.

### Загађење воде
Широка употреба хемикалија за узгој памука, неефикасни системи за наводњавање и лоши системи за одводњавање су примери услова који су довели до високе филтрације заслањене и контаминиране воде назад у земљиште.  Постсовјетска политика постала је још опаснија; раних 1990-их, просечна примена хемијских ђубрива и инсектицида широм централноазијских република била је 20 до 25 килограма по хектару, у поређењу са некадашњим просеком од три килограма по хектару за цео Совјетски Савез.  Као резултат тога, снабдевање свежом водом је добило додатне загађиваче.  Индустријски загађивачи такође су оштетили воду у Узбекистану.  У Аму Дарји су мерене концентрације фенола и нафтних деривата далеко изнад прихватљивих здравствених стандарда. Министар здравља Туркменске ССР је 1989. описао је Аму Дарју као канализациони канал за индустријске и пољопривредне отпадне материје. Стручњаци који су пратили реку 1995. пријавили су још даље погоршање стања.
Почетком 1990-их, око 60% средстава за контролу загађења отишло је на пројекте везане за воду, али само око половине градова и око једне четвртине села имају канализацију. Комунални водоводни системи не испуњавају здравствене стандарде; великом делу становништва недостаје систем пијаће воде и мора да пије воду директно из контаминираних канала за наводњавање, канала или саме Аму Дарје.

Према једном извештају, практично све велике подземне залихе слатке воде у Узбекистану су загађене индустријским и хемијским отпадом. Званичник у узбекистанском Министарству животне средине проценио је да око половина становништва земље живи у регионима где је вода озбиљно загађена. Влада је 1995. године проценила да само 230 од 8.000 индустријских предузећа у земљи поштује стандарде контроле загађења.

### Загађење ваздуха
Лоше управљање водом и велика употреба пољопривредних хемикалија такође су загадили ваздух. Невреме соли и прашине и прскање пестицида и дефолијанса за усеве памука довели су до озбиљног погоршања квалитета ваздуха у руралним подручјима.
У урбаним срединама, фабрике и аутомобилске емисије представљају растућу претњу квалитету ваздуха. Мање од половине фабричких димњака у Узбекистану опремљено је уређајима за филтрирање, а ниједна нема капацитет за филтрирање гасовитих емисија. Поред тога, велики проценат постојећих филтера је неисправан или не ради. Подаци о загађењу ваздуха за Ташкент, Фаргону и Олмалик показују да сва три града премашују препоручене нивое азот-диоксида и честица. Високи нивои тешких метала као што су олово, никл, цинк, бакар, жива и манган пронађени су у атмосфери Узбекистана, углавном од сагоревања фосилних горива, отпадних материјала и црне и обојене металургије.  Посебно високе концентрације тешких метала забележене су у провинцији Тошкент и у јужном делу Узбекистана у близини металуршког комбината Олмалик.  Средином 1990-их, индустријска производња Узбекистана, око 60% укупне за земље Централне Азије, искључујући Казахстан, такође је дала око 60% укупне количине емисија штетних материја Централне Азије у атмосферу.  Пошто су аутомобили релативно ретки, издувни гасови аутомобила представљају проблем само у Ташкенту и Фаргони. 

### Загађење земљишта
Смањење количине воде у Узбекистану довело је до деградације земљишта, а ширење соли из испареног Аралског мора контаминирало је околно земљиште. Земљиште је изгубило велики део воде због повећаног површинског наводњавања. Наводњавање пољопривредних површина водом из Аралског мора резултирало је повећаним заслањивањем земљишта, што је довело до мање продуктивности пољопривредног земљишта и уништавања великог дела обрадивог земљишта.
Количина травњака у Узбекистану постепено се смањивала углавном због прекомерне испаше и климатских промена. Око 62,6% земље у Узбекистану се користи за пољопривреду, а 51,7% те земље се користи за трајне пашњаке.

Земљиште је загађено рударским и топионичарским активностима услед ширења метала и других загађивача ветром. Земљиште контаминирано топионичарским пепелом узрокује ризике по животну средину као што је смањење дисања тла, контаминација микробне биомасе и негативно утичу на трофичке интеракције. Многе врсте животиња су осетљиве на загађење металом и директно су му изложене живећи на земљишту које је загађено рударским и топионичким активностима. Метали који загађују земљу и тло укључују бакар, злато, олово, сребро, метални цинк и друге. Пример је металуршки комплекс у Алмалику у Узбекистану који производи метале и има складишта отпада у околним подручјима, која загађују земљиште, подземне воде и ваздух великим количинама бакра, цинка, арсена, олова и кадмијума. Рударски комплекси у Узбекистану су створили токсични отпад који се проширио кроз земљу, подземне воде, ваздух, водене путеве и тло.
Земљиште у Узбекистану је такође загађено индустријским отпадом. Неправилно руковање и одлагање индустријског отпада загадило је земљиште у Узбекистану и другим земљама Централне Азије. Испаравање Аралског мора изложило је острво Возрожденија, такође познато као острво Васкрсења, земљи и окружењу у Узбекистану када се острво претворило у велико полуострво. На Острву ускрсења, земља и тло су били загађени модификованим патогенима због тајног програма биолошког оружја који је спровела совјетска војска. Острво су деконтаминирали руска војска, Влада Узбекистана и амерички стручњаци због опасности по здравље и животну средину које је могло да изазове својом новом везом са копном.

### Владина политика животне средине
Влада Узбекистана је признала обим еколошких проблема у земљи и обавезала се да ће их решити у свом Акционом плану за биодиверзитет. Али владине структуре које се баве овим проблемима остају збуњене и лоше дефинисане.  Старе агенције и организације су проширене да би се позабавиле овим питањима, а створене су нове, што је резултирало бирократском мрежом агенција без опште разумљиве посвећености директном нападу на проблеме животне средине.  Различите невладине и локалне еколошке организације су такође почеле да се формирају, неке су блиско повезане са актуелном владом, а друге заузимају опозициони став.  На пример, еколошка питања су била истакнуте тачке у оригиналној платформи Бирлик, првог великог опозиционог покрета који се појавио у Узбекистану. До средине 1990-их ова питања су постала кључна брига свих опозиционих група и узрок све веће забринутости становништва у целини.
У првој половини 1990-их, предложени су многи планови да се ограниче или обесхрабре економске праксе које штете животној средини.  Упркос дискусијама о програмима који захтевају плаћање ресурса (посебно воде) и наплате казни од великих загађивача, мало тога је постигнуто.  Препреке су недостатак спровођења закона у овим областима, недоследно владино економско и еколошко планирање, корупција и огромна концентрација моћи у рукама председника који показује мало толеранције према активностима на локалном нивоу. 

Међународни донатори и западне агенције за помоћ осмислиле су програме за пренос технологије и знања за решавање ових проблема.  Али еколошки проблеми у земљи су претежно резултат злоупотребе и лошег управљања природним ресурсима које промовишу политички и економски приоритети.  Све док се не појави политичка воља да се еколошки и здравствени проблеми посматрају као претња не само влади на власти већ и самом опстанку Узбекистана, све тежа претња по животну средину неће бити ефикасно решена.
Влада Узбекистана је 1992. године удружила снаге са Казахстаном, Туркменистаном, Таџикистаном и Киргистаном како би формирала Међународни фонд за спас Аралског мора (ИФАС), а 1993. године формирала Међудржавни савет за проблеме басена Аралског мора (ИЦАС). ИЦАС је формиран да ради са Светском банком у циљу побољшања услова у Аралском мору, али је распуштен 1997. да би формирао ИФАС.

Влада Узбекистана, заједно са невладиним организацијама и америчким међународним донаторима, ради на побољшању здравствених услова у Узбекистану од 1990-их. То је довело до побољшања воде за пиће. Светска банка и Уједињене нације су такође биле укључене у припрему могућих решења за проблеме животне средине у Узбекистану. Светска банка је сарађивала са земљама у басену Аралског мора на формирању Програма помоћи басену Аралског мора (АСБП) почетком 1990-их. Главне улоге АСБП-а биле су рехабилитација подручја Аралског мора које је уништено испаравањем, планирање и управљање рекама Аму Дарја и Сир Дарја и изградња институција за планирање и спровођење санације и управљања водним ресурсима. окружују Аралско море. Светска банка је такође формирала Пројекат управљања водама и животном средином 1998. године који су финансирали и Светска банка и Глобални фонд за животну средину (ГЕФ). Програм су финансирали Светска банка, Програм Уједињених нација за развој (УНДП), Агенција Сједињених Држава за међународни развој (УСАИД), Азијска развојна банка, као и владе неколико земаља. Друге групе које су допринеле рехабилитацији и управљању Аралским морем укључују Европску унију, Уједињене нације, УНЕСЦО, Програм Уједињених нација за развој (УНДП), Организацију Северноатлантског пакта (НАТО) и програм Наука за мир.

## Област и границе
Подручје
- укупно: 447.400 km²
  - место земље у свету: 56

- земљиште: 425.400 km²
- вода: 22.000 km²

Област — упоредна
- исте величине као Мароко
- нешто мањи од Шведске
- Поређење Аустралије: нешто мање од двоструко веће од Викторије
- Канада упоредна: нешто мања од Јукона
- Компаратив Уједињеног Краљевства: приближно5/6
- Поређење Сједињених Држава: нешто веће од Калифорније
- Компаратив ЕУ : нешто мање од1+1/2 већи од Италије

Границе земљишта
- Укупно: 6.221 km
- Пограничне земље: Авганистан (137 km), Казахстан (2.203 km), Киргистан (1.099 km), Таџикистан (1.161 km), Туркменистан (1.621 km)

Цоастлине
- 0 km
  - Напомена: Узбекистан је раније имао 420 km обале Аралског мора, које је пресушило.

Поморска потраживања
Ниједан. Узбекистан је једна од само две земље ( Лихтенштајн) на свету које су двоструко континенталне.
Екстреми надморске висине
- Најнижа тачка: Сарикарнисх Кули − 12 m (39 ft) испод нивоа мора.
- Највиша тачка: врх Алпомиш, 4.668 m (15.315 ft) 

## Ресурси и коришћење земљишта
Природни ресурси
природни гас, нафта, угаљ, злато, уранијум, сребро, бакар, олово и цинк, волфрам, молибден
Коришћење земљишта
- обрадиво земљиште: 9,61%
- трајни усеви: 0,8%
- остало: 89,58% (2011)

Наводњавано земљиште
- 41,980 km² (2005)

Укупни обновљиви водни ресурси
- 48.87 km 2 (2011)

Повлачење слатке воде (домаће/индустријске/пољопривредне)
- укупно: 56 km 2 /год (7%/3%/90%)
  - по глави становника: 2.113 м 3 /год (2005.)